# Saih Shuaib
Saih Shuaib (in arabo سيح شعيب ‎?) è una comunità dell'Emirato di Dubai, negli Emirati Arabi Uniti. Si trova nel Settore 5 nella zona meridionale di Dubai al confine con l'emirato di Abu Dhabi.

## Territorio
Il territorio occupa una superficie di 99,3 km² lungo il confine con l'emirato di Abu Dhabi, nella zona sud-occidentale di Dubai.
L'area si trova fra la Sheikh Zayed Road (E 11) a nord e la Emirates Road (E 611) a sud, mentre ad ovest confina con la municipalità di Abu Dhabi e ad est è delimitato dalla Seih Shuaib Street e dalla comunità di Madinat Al Mataar.
Il quartiere è suddiviso in quattro comunità:
- Saih Shuaib 1 (codice comunità 513), a nord;
- Saih Shuaib 2 (codice comunità 531), al centro;
- Saih Shuaib 3 (codice comunità 532), al centro;
- Saih Shuaib 4 (codice comunità 533) a sud.

L'area è un misto di quartiere residenziale e industriale ed è una delle comunità più convenienti per acquistare ville a Dubai. 
Nella parte nord di Saih Shuaib 1, all'intersezione della Sheikh Zayed Road  e Seih Shuaib Street, si trova il Dubai Parks and Resorts, la più grande destinazione per il tempo libero del Medio Oriente. Comprende tre parchi a tema: Motiongate Dubai, Bollywood Parks Dubai e Legoland Dubai, un parco acquatico, Legoland Water Park, un'area gastronimica e commerciale, Riverland Dubai e un resort di lusso per famiglie, Lapita Hotel Dubai.
La parte centro-meridionale, formata dalle comunità di Saih Shuaib 2, 3 e 4, viene anche chiamata Dubai Industrial Park (o Dubai Industrial City ). Si tratta di un'area specificamente attrezzata ai fini dello sviluppo industriale che fornisce alle azienda una serie di servizi: terreni industriali, magazzini, alloggi per i lavoratori, spazi commerciale e aree espositive.
Nella parte nord-orientale del Dubai Industrial Park si trova la Città Città umanitaria internazionale (International Humanitarian City o IHC), un hub umanitario fra i più grandi al mondo, fondato nel 2003 dallo sceicco Mohammed bin Rashid Al Maktoum regnante di Dubai. Questo centro è in grado di fornire servizi ad una serie di organizzazioni umanitarie nazionali e internazionali fra cui: il Comitato internazionale della Croce Rossa (CICR), l'Alto commissariato delle Nazioni Unite per i rifugiati (UNHCR), il Programma alimentare mondiale (WFP) e il Fondo delle Nazioni Unite per l'infanzia (UNICEF).
L'area non è servita dalla metropolitana. 
Vi sono tuttavia delle linee di superficie che servono le varie zone della comunità.